# Petzl (Unternehmen)
Petzl ist ein französischer Hersteller von Bergsportausrüstung, Ausrüstung zur Höhenrettung und für Arbeiten in großen Höhen sowie von Stirnlampen. Gegründet wurde das Unternehmen 1975 durch den aus Ostfrankreich stammenden Speläologen Fernand Petzl (1913–2003), nachdem bereits 1968 erste Produkte unter dem Namen des Gründers vermarktet worden waren.

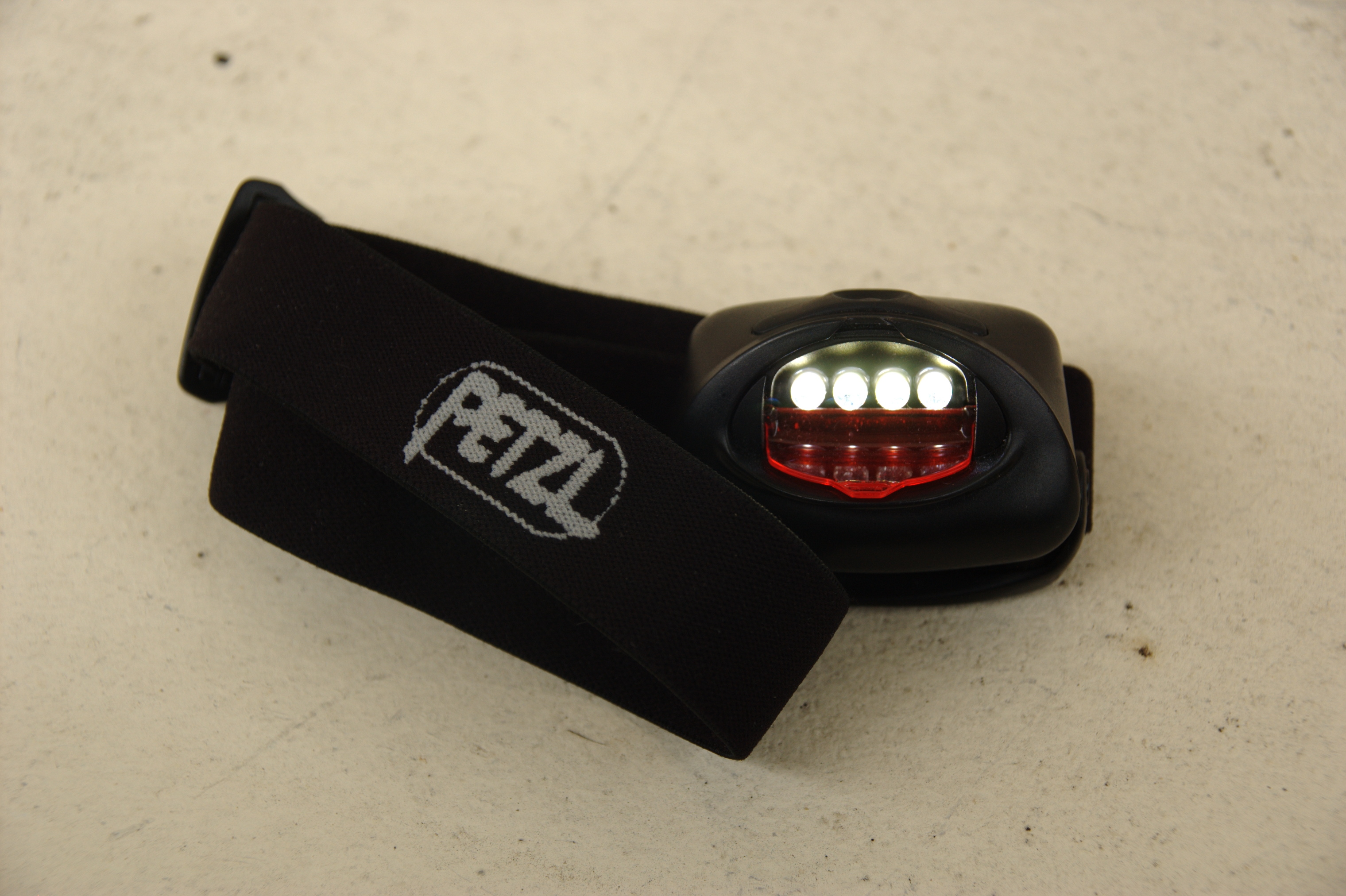
Petzl Tikka: LED-Stirnlampe mit Gummiband

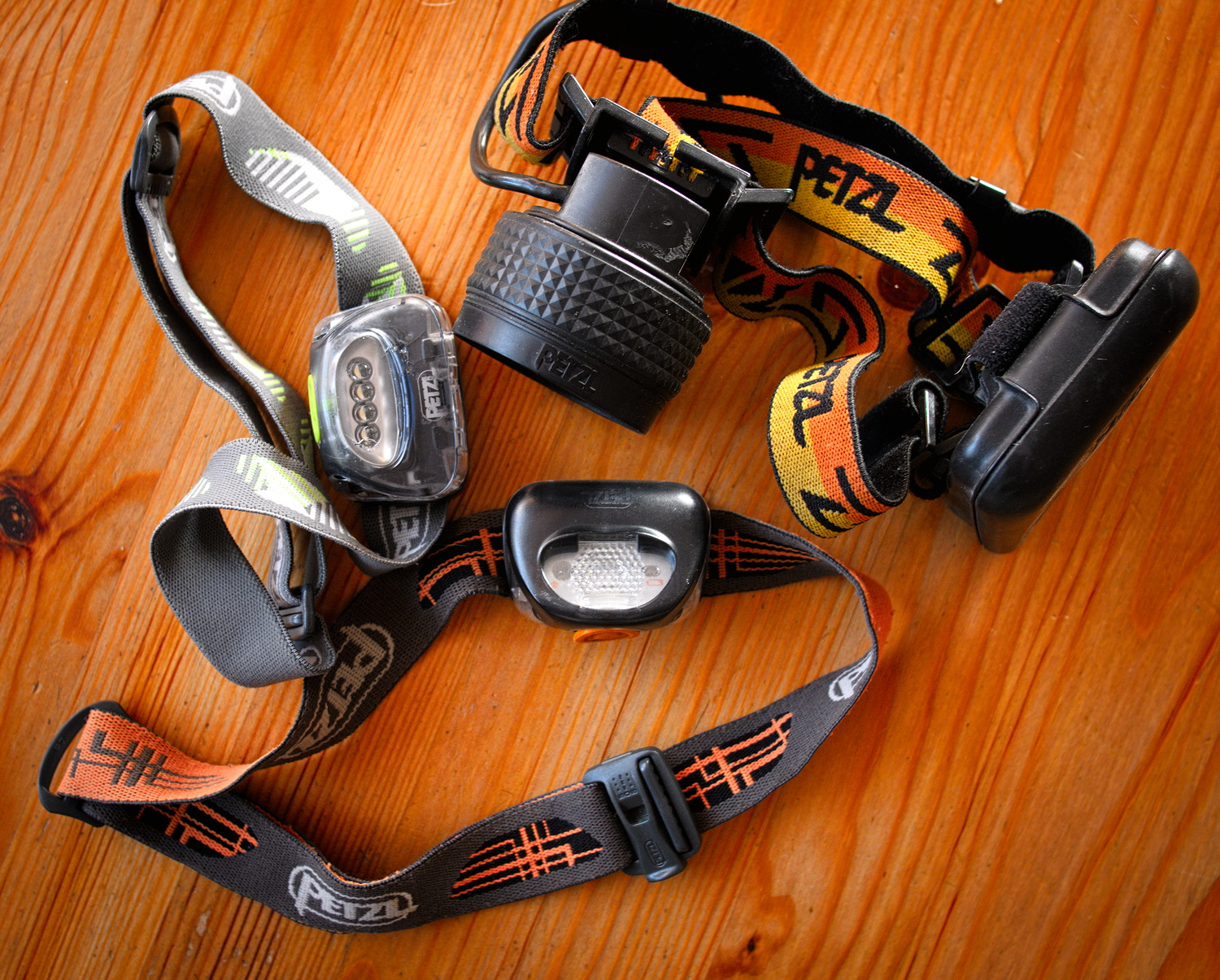
Petzl LED-Stirnlampen

Ursprünglich auf Material für Höhlenexpeditionen spezialisiert, stellt das Unternehmen mittlerweile auch eine Reihe anderer Ausrüstungsgegenstände her.
Bekannt wurde Petzl im Bergsportbereich insbesondere durch seine Stirnlampen sowie durch die Entwicklung von Sicherungsgeräten wie dem Grigri und Abseil- und Rettungsgeräten wie dem I’D S.
Unternehmenssitz ist der Ort Crolles nahe der Stadt Grenoble, wo es auch eine Rue Fernand Petzl gibt.